# Bad Lauchstädt
Bad Lauchstädtⓘ là một đô thị thuộc huyện Saalekreis, bang Saxony-Anhalt, Đức.